# Svobodni gospod
Svododni gospod ali Gospod je bil v srednjem veku v fevdalnem sistemu naslov, ki so ga dajali gospodu gospostva na območju današnje Nizozemske. Običajno je bil vazal svojega deželnega gospoda, ki je izvajal oblast nad njim.
Najstarejše gospoščine so nastale iz alodialnih posesti, v katerih je imel gospod absolutno oblast. Iz tega se je pozneje razvila fevdalna oblast, v kateri je bila lastnina nekdanjega svobodnega gospoda podrejena višjemu plemiču (suverenu), ki je bil na Nizozemskem lahko grof, vojvoda, knezo-škof ali princ-opat . V varianti, kjer je gospod svoj fevd dobil neposredno od cesarja/kralja in kasneje od generalnih stanov, govorimo o zastavnem gospodu oziroma o gospostvu, ki je bilo neposredno povezana s cesarstvom. Ti so se lahko izognili vplivu višjega plemiča in tako ohranili svojo neodvisnost. Ena od gospoščin, ki so ostale samostojne, je bila gospoščina Ravenstein. Drug razvoj vidimo pri gospostvu Mechelena, ki mu je vladal sam cesar in je tako ostal neodvisen. V svoji gospoščini je imel gospod veliko pravic, tudi v sodstvu:
- v primeru nižje gospoščine (gospoščinskega urada) ali zemljiškega gospostva je imel gospod sodno pristojnost za manjše prekrške
- v neposredni gospoščini je imel gospod večji obseg sodne in civilne zakonodajne pristojnosti;
- v visokem gospostvu sta imela Gospod ali Svobodni gospod tudi moč izrekati najvišje kazni, kot je smrtna kazen (krvno sodstvo), za resne kršitve

Številne druge pravice, ki so pripadale gospodu v njegovem gospostvu, so vključevale pravico do desetine, mlinsko pravico, pravico do prepovediovanja, pravico do pobiranja davka in dajatev, pravico do lova, pravico do ribolova, pravico do imenovanja. lokalnih javnih uradnikov in pravica do gojenja labodov. Gospoda so podpirali sodniki porotniki, ki so opravljali pravosodje in so bili del vsakokratne vaške uprave.